# Schildplatz 7

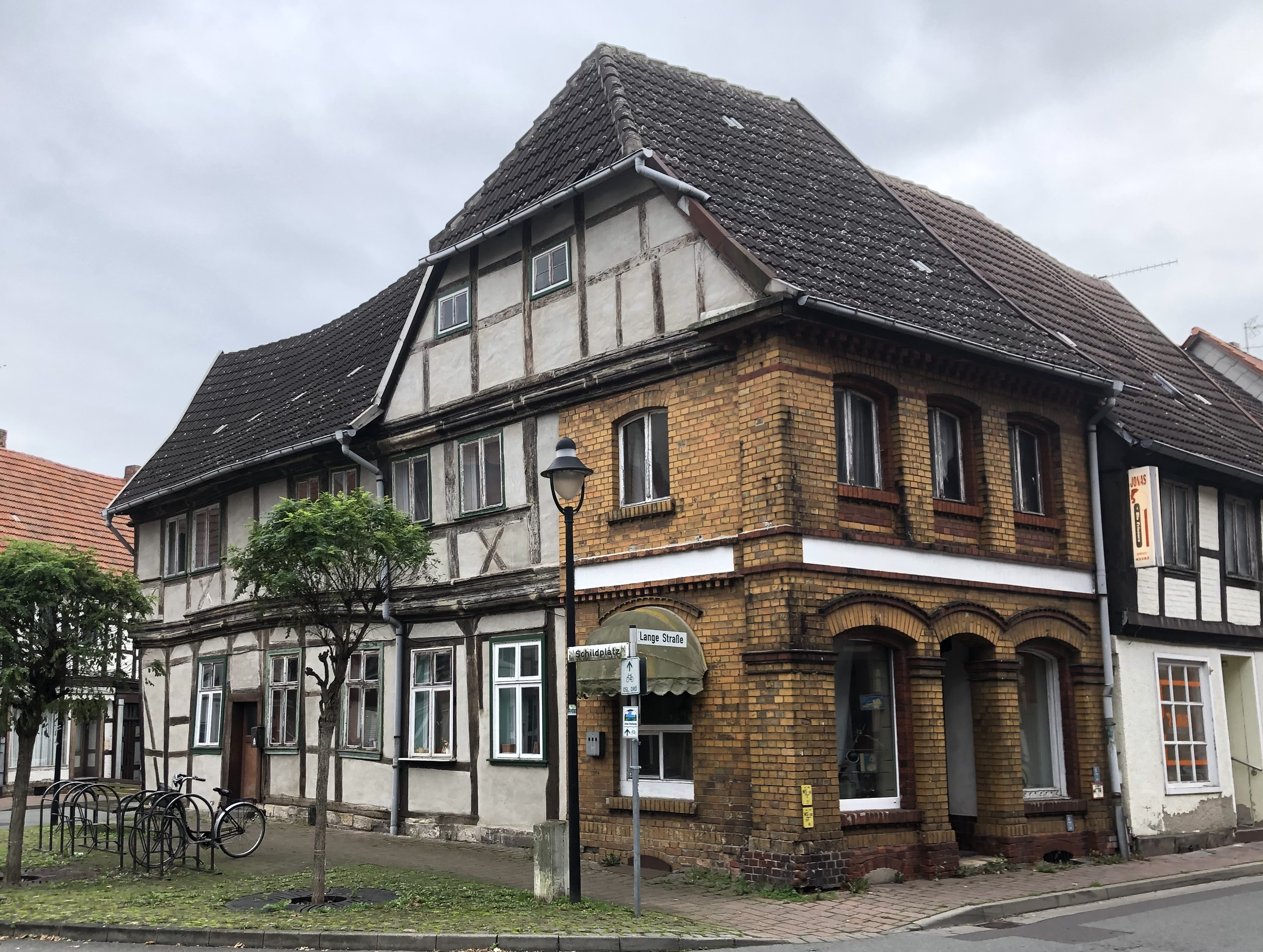
Schildplatz 7, Blick von Westen, 2021

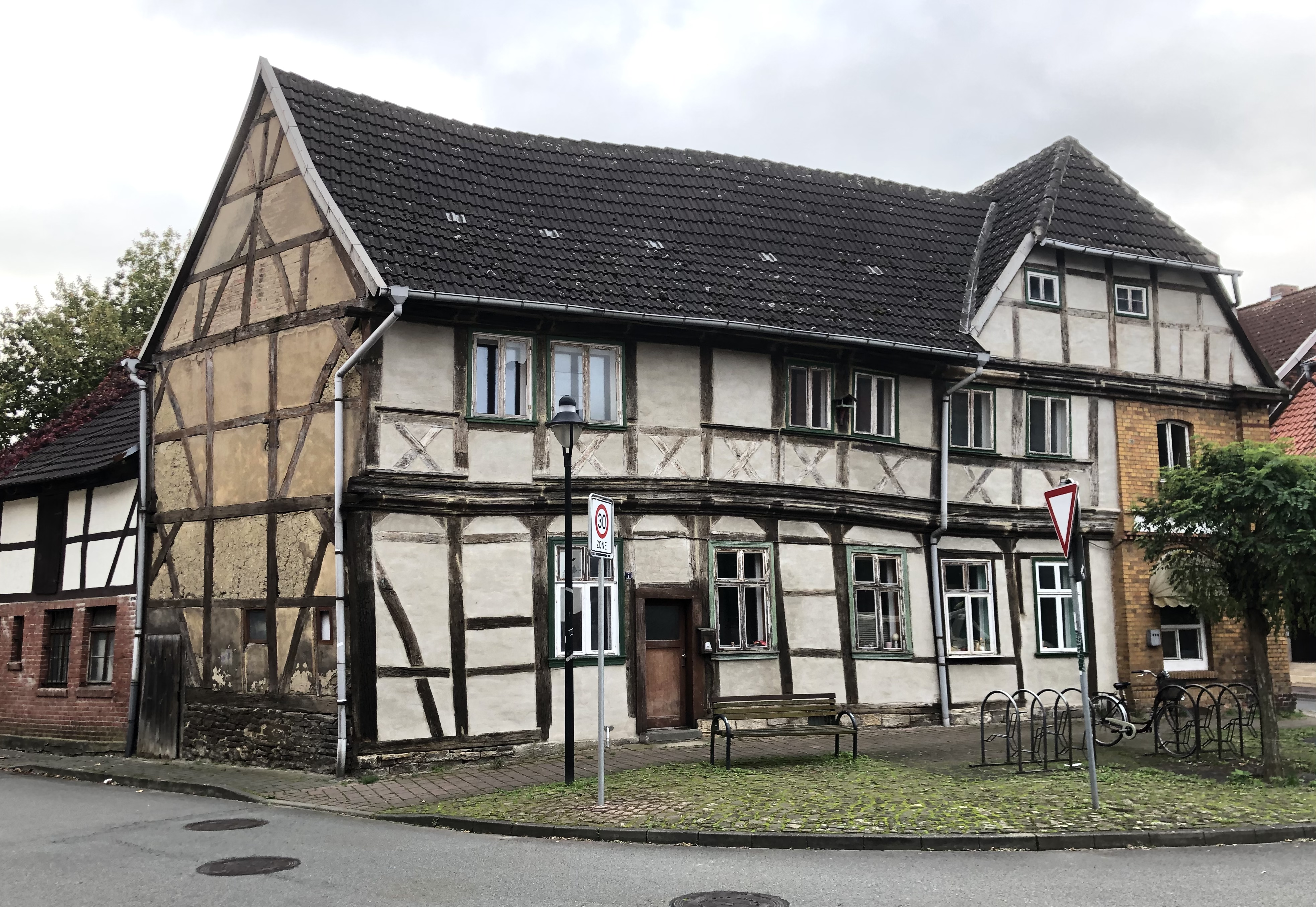
Blick von Nordosten

Das Gebäude Schildplatz 7 ist ein denkmalgeschütztes Wohnhaus in Oebisfelde-Weferlingen in Sachsen-Anhalt.

## Lage
Das Haus befindet sich im Ortsteil Oebisfelde auf der Südseite des Schildplatzes. Westlich des Hauses mündet die Lange Straße, östlich die Magdeburger Straße auf den Platz ein. Es gehört zum Denkmalbereich der Altstadt Oebisfelde. 

## Architektur und Geschichte
Das zweigeschossige Fachwerkhaus entstand vermutlich noch im 17. Jahrhundert. Im Laufe des 19. Jahrhunderts erfolgten Um- und Anbauten. Nach Norden zum Schildplatz hin ist der östliche Teil des Gebäudes traufständig ausgerichtet, während der westliche Gebäudeflügel einen Giebel präsentiert.
Im örtlichen Denkmalverzeichnis ist das Wohnhaus unter der Erfassungsnummer 094 82994 als Baudenkmal verzeichnet.
Der mehrteilige Bau gilt aufgrund seiner exponierten Lage als städtebaulich bedeutsam. Seine Fachwerkarchitektur wird als qualitätvoll betrachtet.